# Al Atkins
Allan John "Al" Atkins (14 de octubre de 1947 West Bromwich, Birmingham. Inglaterra) es un cantante de hard rock y heavy metal, conocido por haber sido el fundador y vocalista original de la agrupación de heavy metal Judas Priest entre 1969 y 1973.

## Inicios musicales

### El primer Judas Priest
Al Atkins comenzó su carrera musical en 1963 como baterista, aunque pronto pasó a ser el vocalista de grupos de blues y rock n' roll inspirados en The Beatles, The Rolling Stones y Cream junto a su amigo de la infancia, el bajista Bruno Stapenhill, ambos integrando bandas como The Bitta Sweet, Sugar Stack, Blue Condition y Jug Blues Band. Después de la separación de éstas bandas, él y Bruno decidieron fundar un nuevo grupo en septiembre de 1969 junto al baterista John Partidge.
Durante las primeras audiciones para guitarrista asistió un joven K. K. Downing, sin embargo no consiguió entrar debido a su falta de experiencia en ese entonces, entrando en su lugar el guitarrista Ernie Chataway, configurándose el grupo que a la postre se convertiría en la primera encarnación de Judas Priest, nombrándose así en 1969 como homenaje a la canción de Bob Dylan "The Ballad of Frankie Lee and Judas Priest", por sugerencia de Stapenhill, y siguiendo un estilo musical inspirado en el blues y el rock progresivo.

### Judas Priest definitivo
Atkins, inspirado por la nueva corriente musical que por entonces estaban impulsando Black Sabbath, Deep Purple y Led Zeppelin, optó por seguir una dirección musical más contundente y distinta a la que sus compañeros deseaban, como resultado de las diferencias musicales junto al percance de que el sello con el que ya habían firmado, Immediate Records quebró, la banda se separó. Allan decidió entonces reclutar nuevos músicos que compartiesen su ambición por un rock más duro, es entonces cuando se contacta nuevamente con K. K. Downing y reclutan al bajista Ian Hill junto al baterista John Ellis, con quienes Downing se encontraba tocando en una banda sin vocalista llamada Freight. Debido a que a Al le disgustaba el nombre de la banda, sugirió cambiarlo por el de su antigua agrupación, reviviendo así a Judas Priest.
Después de algunas sesiones y ensayos que produjeron diversas demos ahora perdidas, John Ellis pronto se retiraría y entraría a reemplazarlo Alan Moore en 1971. Moore se retira también de la banda y es reemplazado por Chris "Congo" Campbell en 1972, al año siguiente Chris sigue el mismo rumbo de sus predecesores y es reemplazado por John Hinch en 1973. Por entonces la banda había comenzado a forjarse una reputación en su Birmingham natal. Liderados por Atkins, la banda grabó una maqueta en 1971 que atrajo la atención del guitarrista de Black Sabbath, Tony Iommi, pero falló al intentar presentarlos en uno de los grandes estudios de grabación de Londres. Aunque las presentaciones cada vez iban mejorando, la banda también tuvo que enfrentarse con grandes costes operativos y no había ninguna oportunidad de grabación a la vista. 
Atkins, quien por entonces ya era un padre de familia con una hija pequeña que mantener, se vio forzado a abandonar a Judas Priest en 1973, debido a las escasas oportunidades que a duras penas obtenía la banda, optando por conseguir un trabajo diario para solventar su crisis económica. Los miembros restantes, Ian Hill y K. K. Downing (John Hinch entraría a la banda poco después de la partida de Atkins) decidieron continuar juntos, por lo que pidieron el permiso de Allan para continuar con el nombre de la banda, ya que él como su fundador y último miembro original, aún conservaba los derechos de la misma.
Ian Hill fue el responsable de hallar "accidentalmente" el reemplazo perfecto para Allan, al haber conocido al joven Rob Halford, hermano de Sue Halford, la novia con quien Hill entonces salía, descubrió su potencial como vocalista y lo invitó a formar parte de la banda, poco tiempo después se uniría a la agrupación el guitarrista Glenn Tipton y la banda finalmente se prepararía para grabar su primer álbum de estudio, Rocka Rolla con la alineación Halford / Downing / Tipton / Hill / Hinch, dando paso a la historia de Judas Priest.
Al haber coescrito varias de las canciones que la banda grabaría más adelante, Al Atkins fue acreditado como compositor en los álbumes Rocka Rolla y Sad Wings of Destiny de 1974 y 1976 respectivamente.

### Después de Judas Priest
Al Atkins renunció a su empleo algunos meses después, formando el grupo Lion con su antiguo compañero y ex-Judas Priest original, Bruno Stapenhill, el exbaterista de Budgie Pete Boot y el guitarrista Harry Tonks, con quienes tocó y giró por Europa junto a bandas punk como The Stranglers y Sex Pistols hasta 1978, después de esto Al se alejó del mundo de la música hasta 1989, año en el que decidió probar suerte una vez más, fundando su propia agrupación como solista, donde contó una vez más con la participación de su viejo amigo Bruno Stapenhill, pese a esto nunca grabó ningún material con él.
Finalmente Al Atkins grabaría los álbumes de estudio Judgement Day (1990), Dreams of Avalon (1991), Heavy Thoughts (1994), Victim of Changes (1998) y Demon Deceiver (2007), compuestos por temas que Allan escribió durante sus años con Judas Priest y que la banda no grabó, como Whisky Woman, la versión original de Victim of Changes. Para el disco Victim of Changes contó con la participación del prominente y controvertido exbaterista de Judas Priest, Dave Holland.
En 2009 funda brevemente la banda Holy Rage con la participación de algunos excompañeros suyos de su banda solista, los guitarristas Vince O'Regan y Chris Johnson, el bajista Steve Mercy y el baterista Mick "The Anvil" Hales, lanzando su disco homónimo en 2010. Para ese mismo año Al Atkins junto a su viejo compañero, el guitarrista Paul May, fundan la banda Atkins/May Project, grabando los álbumes Serpents Kiss (2011), Valley of Shadows (2012) y Empire of Destruction (2014).
En abril de 2009 Allan publicó su autobiografía "Dawn of the Metal Gods: My Life in Judas Priest and Heavy Metal".
Recientemente Al Atkins y Paul May se encuentran trabajando en un nuevo álbum de estudio, el cual contará con la participación del legendario bajista de Judas Priest y viejo camarada suyo, Ian Hill.

## Discografía como solista
- Judgement Day (1990)
- Dreams of Avalon (1991)
- Heavy Thoughts (1994)
- Victim of Changes (1998)
- Demon Deceiver (2007)
- Demon Deceiver... Plus (2009)
- Reloaded (2016)

### Con Holy Rage
- Holy Rage (2010)

### Con Atkins/May Project
- Serpents Kiss (2011)
- Valley of Shadows (2012)
- Empire of Destruction (2014)
- Anthology (2015)